# Światowy Ruch Federalistyczny
Światowy Ruch Federalistyczny (ang. World Federalist Movement, WFM) – globalna organizacja pozarządowa postulująca ustanowienie światowego, federalnego systemu autonomicznych instytucji, podlegających zasadom pomocniczości, solidarności i demokracji. Organizacja została utworzona w 1947 r. przez osoby zaniepokojone faktem, że struktura nowej Organizacji Narodów Zjednoczonych jest zbyt podobna do Ligi Narodów, która to nie zdołała zapobiec II wojnie światowej; obie te struktury to luźno zorganizowane stowarzyszenia suwerennych państw narodowych, z kilkoma autonomicznymi organami.
Światowy Ruch Federalistów skupia organizacje członkowskie i stowarzyszone z całego świata. WFM liczy obecnie od 30 000 do 50 000 aktywistów. Szczególnie zaangażowane organizacje federalistyczne, uwzględniając rok 2018, istnieją w Australii, Argentynie, Kanadzie, Francji, Niemczech, Indiach, Włoszech, Izraelu, Japonii, Meksyku, Norwegii, Hiszpanii, Szwecji, Wielkiej Brytanii i Stanach Zjednoczonych. Światowa Rada Federalistów (ang. World Federalist Council), w której czynni członkowie z całego świata spotykają się raz w roku, ma za zadanie wspierać tworzenie nowych regionalnych organizacji tam, gdzie jeszcze nie istnieją.

## Historia
W następstwie I i II wojny światowej, aktywiści z całego świata zakładali organizacje nastawione na stworzenie nowego międzynarodowego systemu, który mógłby zapobiec kolejnej globalnej wojnie.
Pierwsza światowa organizacja federalistyczna została założona w 1937 roku przez dwie znane feministki, pacyfistki i sufrażystki: Rosikę Schwimmer i Lolę Maverick Lloyd. W 1938 r. w Wielkiej Brytanii został utworzony Związek Federalny. W USA Związek Federalny (obecnie Stowarzyszenie na rzecz Zjednoczenia Demokracji) został utworzony w 1939 r. i wzywał do ustanowienia federacji państw demokratycznych nad Atlantykiem. Szwajcarski Międzynarodowy Ruch na Rzecz Światowej Federacji (niem. The Swiss Internationale Bewegung der Weltföderalisten-Schweiz) został powołany w Genewie w 1940 r. Podczas drugiej wojny światowej ruchy antyfaszystowskie dzieliły się potajemnie kopiami planu Altiero Spinelliego na rzecz federacji europejskiej i federacji światowej. Spinelli został później uznanym za jednego z ojców założycieli Unii Europejskiej. W 1945 r. Komitet ds. Utworzenia Światowej Konstytucji został zwołany na Uniwersytecie Chicagowskim i opracował Konstytucję dla świata. W 1947 r. pięć małych federalistycznych organizacji zebrało się w Asheville w Północnej Karolinie i zgodziło połączyć jako Zjednoczeni Światowi Federaliści (ang. United World Federalists).
Te pięć grup spotkało się w następnym roku z przedstawicielami piętnastu innych w Montreux, aby stworzyć ogólnoświatową organizację federalistyczną. Rok później, w sierpniu 1947 r., również w Montreux, ponad 50 organizacji z 24 krajów przybyło na Konferencję Ruchu Światowego na rzecz Światowego Rządu Federalnego. Konferencja zakończyła się Deklaracją z Montreux.
Podczas drugiego kongresu w 1948 r. w Luksemburgu Ruch składał się ze 150 000 członków dziewiętnastu narodowości oraz 50 organizacji członkowskich i afiliowanych. 350 uczestników kongresu położyło podwaliny pod stowarzyszenie parlamentarzystów dla rządu światowego, które powstało w 1951 r.
Słynni orędownicy światowego federalizmu to m.in. Albert Einstein, Mahatma Gandhi, Martin Luther King Jr., Rosika Schwimmer, Albert Camus, Winston Churchill, Garry Davis, Emery Reves, Wendell Willkie, Jawaharlal Nehru, E. B. White oraz Lola Maverick Lloyd.
Federaliści mieli nadzieję, że konferencja przeglądowa dla wzmocnienia ONZ (na podstawie Artykułu 109 Karty Narodów Zjednoczonych) w 1955 r. mogła pchnąć ONZ dalej w kierunku światowej federacji. Niestety brak woli politycznej wpłynął na brak zainteresowania taką konferencją. Jednakże około 1956 r. WFM ustanowił biura przy ONZ z amerykańską federalistką Marion McVeety w roli obserwatora i rzecznika.
Federaliści w tym okresie skupili się na Poprawkach do Karty NZ będących kolejnym krokiem naprzód. Większość proponowanych reform instytucji takie jak bardziej reprezentatywna Rada Bezpieczeństwa, Sąd Światowy z przysługującą mu jurysdykcją i kontrolą przepisów prawa oraz demokratycznie wybierane Zgromadzenie Ogólne (lub parlament światowy). Federaliści proponowali szereg nowych instytucji takich jak komisja ds. zrównoważonego rozwoju, międzynarodowy organ ds. rozwoju, stały korpus sił pokojowych i Międzynarodowy Trybunał Karny.
Międzynarodowy sekretariat organizacji znajduje się w Nowym Jorku, naprzeciw głównej siedziby ONZ i siedziby Koalicji Międzynarodowego Trybunału Karnego oraz Międzynarodowej Koalicji na rzecz Odpowiedzialności za Ochronę; ma status członka w radzie nadzorczej Koalicji 1 za 7 Miliardów. Od 1970 r. ma przyznany Specjalny Status Konsultacyjny w Radzie Gospodarczej i Społecznej ONZ (ECOSOC); jest związany z Departamentem Informacji Publicznej ONZ (DPI); jest też aktualnym członkiem zarządu Konferencji Organizacji Pozarządowych (CONGO).
Instytut Globalnej Polityki (IGP), założony w 1983 r. przez Światowy Ruch Federalistów, jest instytutem badawczym i politycznym zajmującym się promowaniem bezpieczeństwa ludzi, międzynarodowego wymiaru sprawiedliwości, zapobiegania konfliktom zbrojnym i ochronie ludności cywilnej. Instytut kładzie nacisk na demokratyzację organizacji międzynarodowych i regionalnych oraz rozwój i globalne stosowanie prawa międzynarodowego. Ostatnio WFM-IGP był w awangardzie, promując dostęp organizacji pozarządowych do międzynarodowych konferencji i spotkań.

## Organizacje członkowskie
WFM-IGP składa się z autonomicznych narodowych i regionalnych organizacji kierowanych przez pojedynczych działaczy w ich krajach. Składając aplikację do Rady zarządzającej, organizacje proszone są o zatwierdzenie Statutu WFM i wykazanie „zdolności do przyczynienia się do wzmocnienia wsparcia społecznego i politycznego” dla celów Ruchu.
Światowy Ruch Federalistyczny obejmuje organizacje członkowskie i organizacje stowarzyszone na całym świecie w tym: Citizens for Global Solutions, Unia Europejskich Federalistów, The Universal Party, Democratic World Federalists, One World Trust, Comittee for a Democratic UN i Ugandan World Federalists. Z WFM powiązane są Koalicja Międzynarodowego Trybunału Karnego oraz Międzynarodowa Koalicja na rzecz Odpowiedzialności za Ochronę.

## Członkowie
W przeszłości do organizacji należeli:
- Albert Einstein
- Mahatma Gandhi
- Martin Luther King Jr.
- Rosika Schwimmer
- Garry Davis(inne języki)
- Emery Davis
- Emery Reves
- Lola Maverick Lloyd(inne języki)
- Grenville Clark(inne języki)
- Sylvia Plath

Do Rady Nadzorczej należą (2017):
- Keith Best (przewodniczący)
- Bente Nielsen (skarbnik)
- Fernando Iglesias (przewodniczący Rady)
- Kjartan Almenning (przewodniczący CNSC)
- Fergus Watt (przewodniczący PRC)
- Karen Hamilton (sekretarz WFM)
- Joan Marc Simon
- Becky Luff
- W. James Arputharaj
- William R. Pace(inne języki) (dyrektor wykonawczy WFM)